# 察隅菱瘤蝽
察隅菱瘤蝽（学名：Amblythyreus izzardi）为獵蝽科菱瘤蝽屬下的一个种。